# Station Skokowa
Station Skokowa is een spoorwegstation in de Poolse plaats Skokowa.